# Computational Linguistics
Computational Linguistics, edito da MIT Press per la Association for Computational Linguistics (ACL), è una rivista scientifica nel campo della linguistica computazionale. La rivista è trimestrale e include articoli, pezzi satirici e recensioni di libri. Dal 2007, Robert Dale è il caporedattore.
La rivista fu fondata con il nome di American Journal of Computational Linguistics nel 1974 da David Hays e fu pubblicata originariamente solo come microfiche fino al 1978. Nel 1984 la rivista fu quindi rinominata Computational Linguistics.

## Redazione
Caporedattori:
- David Hays (1974 – 1978)
- George Heidorn (1980 – 1982)
- James Allen (1982 – 1993)
- Julia Hirschberg (1993 – 2003)
- Robert Dale (2003 – oggi)

Managing Editor:
- Don Walker (1980 – 1993)

Editor associati:
- Mike McCord (1980 – 1988)
- Bob Berwick (1989 – 1997)

Books editor:
- Lyn Bates (1983 – 1984)
- Graeme Hirst (1984 – oggi)

Squibs and Discussions editor:
- James Pustejovsky and Bob Ingria (1992 – 1995)
- Pierre Isabelle (1995 – oggi)